# Staatserbrecht
Das Staatserbrecht (auch Fiskus- oder Fiskalerbrecht genannt) ist eine Regelung im Rahmen der gesetzlichen Erbfolge. Es bezeichnet das gesetzliche Erbrecht des Fiskus, das dann besteht, wenn der Erblasser keine testamentarischen oder gesetzlichen Erben (Verwandte, Ehegatten oder Lebenspartner) hinterlässt, diese nicht ermittelt werden können (§ 1964 BGB) oder wegen Ausschlagung (§ 1953 Abs. 2 BGB) oder Erbunwürdigkeit (§ 2344 Abs. 2 BGB) als vorverstorben gelten. Ist die Erbeinsetzung auf einen Bruchteil der Erbschaft beschränkt, so kann in Ansehung des übrigen Teils das Fiskuserbrecht eingreifen (§ 2088 BGB).
Möglich ist auch eine testamentarische Erbeinsetzung des Fiskus.
Der fiskalische Erbanfall unterliegt dabei Privat-, nicht Hoheitsrecht.

## Bedeutung
Sinn und Zweck des Staatserbrechts ist nicht das finanzielle Interesse des Fiskus. Seine Funktion liegt vielmehr darin, herrenlose Nachlässe zu vermeiden. Deutlich wird dies durch § 1964 BGB, dessen gesetzliche Erbschaftsanordnung zugunsten des Fiskus als widerlegliche Vermutung formuliert ist. Gleichzeitig bildet die Norm die Grundlage für die Geltendmachung des fiskalischen Erbrechts durch einen Feststellungsbeschluss des Nachlassgerichts.

## Feststellungsverfahren
Bei einem werthaltigen Nachlass hat eine öffentliche Aufforderung zur Anmeldung der Erbrechte (§ 1965 BGB) vorauszugehen. Gegebenenfalls trifft das Nachlassgericht die Feststellung, dass ein anderer Erbe als der Fiskus nicht vorhanden ist. Die Voraussetzungen für die Durchführung des Feststellungsverfahrens im Sinne der §§ 1964, 1965 BGB liegen jedenfalls dann vor, wenn im Hinblick auf bereits erfolgte Ausschlagungen vorrangiger Erben des Erblassers ein etwaiges Erbrecht des Fiskus in Betracht kommt und dessen Feststellung durch einen Nachlassgläubiger zum Zwecke der Durchsetzung von Forderungen gegen den Nachlass angeregt wird.
Die Feststellung, dass ein anderer Erbe als der Fiskus nicht vorhanden ist, gehört zu den Nachlasssachen, auf die das Gesetz über das Verfahren in Familiensachen und in den Angelegenheiten der freiwilligen Gerichtsbarkeit (FamFG) anwendbar ist (§ 342 Abs. 1 Nr. 9 FamFG, § 1964 BGB). Das Nachlassgericht entscheidet durch Beschluss (§ 23, § 38 FamFG). Gegen den Beschluss ist die befristete Beschwerde nach § 58 Abs. 1, § 63 Abs. 1 FamFG eröffnet.
Wenn eine Verfügung von Todes wegen vorliegt, die für die Feststellung der Erbfolge eine Rolle spielen kann, ist der Richter funktionell zuständig, nicht der Rechtspfleger.
Mit dem Feststellungsbeschluss wird der Staat verpflichtet, den Nachlass in Besitz zu nehmen und alle vererblichen Rechte und Pflichten zu übernehmen. Für die Verwaltung und Abwicklung von Nachlassvermögen, das beispielsweise dem Freistaat Bayern als Erben oder Vermächtnisnehmer zufällt, ist das Landesamt für Finanzen zuständig. Bei werthaltigen Nachlässen werden die Immobilien grundsätzlich durch Veräußerung verwertet. Diese übernimmt die Immobilien Freistaat Bayern. Die Verwertung überschuldeter Grundstücke erfolgt sehr häufig im Rahmen eines gerichtlichen Zwangsversteigerungsverfahrens, das von Grundpfandgläubigern beantragt wird. In den Fällen, in denen ein Nachlassinsolvenzverfahren eröffnet wurde, werden die Immobilien grundsätzlich durch den Nachlassinsolvenzverwalter verwertet. Ähnlich verfährt der Freistaat Sachsen.

## Umfang des Staatserbrechts
Es erbt dasjenige Bundesland, in dem der Erblasser zum Zeitpunkt seines Todes seinen letzten Wohnsitz oder gewöhnlichen Aufenthalt hatte. Ist ein letzter Wohnsitz oder gewöhnlicher Aufenthalt nicht feststellbar, erbt der Bund (§ 1936 BGB). Bei dem Wert einer Fiskuserbschaft handelt es sich gegebenenfalls um eine dem Informationsanspruch des Landesinformationsfreiheitsgesetzes unterliegende amtliche Information, deren Preisgabe an einen Erbenermittler nicht aufgrund des wirtschaftlichen Interesses des Landes am Erhalt des Nachlasses verweigert werden darf.
Der Staat kann Vorerbe sein (§ 2105 BGB), nicht jedoch Nacherbe (§ 2104 Satz 2 BGB). Ebenso wenig steht ihm gemäß § 160 Abs. 4 VVG ein Bezugsrecht aus einer Lebensversicherung zu.
Nach § 1942 Abs. 2 BGB kann der Staat als gesetzlicher Erbe weder die Erbschaft ausschlagen noch nach § 2346 BGB darauf verzichten. Auch kann er nicht ohne Einsetzung eines anderen Erben ausgeschlossen werden (§ 1938 BGB). Er hat aber die Möglichkeit, wie jeder Erbe seine Haftung für die Verbindlichkeiten des Erblassers zu beschränken, so dass er dafür nur mit dem Vermögen des Erblassers haftet, wenn ein solches vorhanden ist (§ 1975, § 1990 BGB). Darüber hinaus wird der Fiskus, der nicht ausschlagen kann, nach § 2011 BGB privilegiert, indem ihm eine Inventarfrist nicht gesetzt werden kann. Die Verschärfung der Haftung für die verspätete oder unrichtige Errichtung eines Inventars kann daher beim Fiskus nicht eintreten.
Bei der Gesamtrechtsnachfolge gehen auch die Forderungen und Schulden aus dem Steuerschuldverhältnis auf den Fiskus über (§ 45 AO). Nach ständiger Rechtsprechung des Bundesfinanzhofs (BFH) tritt der Fiskus auch materiell- und verfahrensrechtlich in die abgabenrechtliche Stellung des Rechtsvorgängers ein mit der Folge, dass der von einem Steuerverwaltungsakt betroffene Fiskus den Finanzrechtsweg beschreiten kann, ohne dass es sich um einen unzulässigen Insichprozess handelt. Beerbt dagegen ein privater Kläger den Beklagten, endet ein Zivilgerichtsverfahren wegen Konfusion.
§ 1936 BGB findet entsprechende Anwendung auf das Vermögen eines Vereins, dem die Rechtsfähigkeit entzogen wurde (§ 46 BGB).